# Florenz Werner
Florenz Werner (* 26. Februar 1874 in Tauscha/Sachsen; † 21. Februar 1954 in Dresden) war ein deutscher Geiger, Kapellmeister, Dirigent und Orchesterleiter.

## Familie
Florenz Werner wurde im sächsischen Tauscha geboren, das damals zum Kreis Rochlitz gehörte und am 1. Januar 1999 in den Ort Penig eingemeindet wurde. Die Vornamen lauten: Max Florenz. Am 21. September 1904 heiratete er in Görlitz Frieda Karoline Elise Hornig.

## Werdegang
Florenz Werner erhielt seine musikalische Ausbildung am Königlichen Konservatorium der Musik zu Leipzig und am Conservatoire royal de Bruxelles. Seine musikalische Laufbahn begann er als Geigensolist und Konzertmeister verschiedener großer Orchester in Deutschland, Russland und Nordamerika. Zunehmend zog es ihn ans Dirigentenpult. Seine Karriere als Dirigent begann 1905 in Crimmitschau und führte über Breslau und München zur Berliner Philharmonie und insbesondere zur Dresdner Philharmonie, deren ständiger Dirigent der »Winterkonzerte« er wurde.
Der Erste Weltkrieg beendete zunächst diesen Karriereweg und führte in der Nachkriegszeit zum Kurorchester nach Bad Harzburg, bei dem auch Musiker der nach dem Versailler Vertrag aufgelösten Militärkapelle des ehemaligen 27. Infanterieregiments aus Halberstadt mitspielten. Der Stadtrat von Halberstadt entschloss sich zur Gründung eines Städtischen Orchesters, so dass am 1. Oktober 1919 mit 32 Musikern des Kurorchesters Bad Harzburg und der ehemaligen Infanterie-Militärkapelle das Städtische Orchester Halberstadt ins Leben gerufen wurde. Florenz Werner wurde zum Orchesterleiter bestellt und erhielt den Titel Musikdirektor. Das erste öffentliche Konzert fand am 9. Oktober 1919 im Großen Stadtparksaal Halberstadt statt: »Die Art Werners, den Stab zu führen, ist energisch, anregend, anspornend, temperamentvoll und doch dezent und gefällig.«.
Am Ende der Spielzeit ging Florenz Werner 1920 als zweiter Kapellmeister wieder nach Dresden als Dirigent der »Winterkonzerte« des Dresdner Philharmonischen Orchesters (ab 1923: Dresdner Philharmonie). In den »Goldenen Zwanzigern« erhielt Florenz Werner 1925 vom Reichenhaller Badkommissariat das Angebot, in dem renommierten Kurort die Sommerkonzerte mit dem »Pfalzorchester« zu leiten.
18 Jahre lang führte Florenz Werner das ca. 40 Musiker umfassende »Reichenhaller Kurorchester« als eines der besten Bäderorchester durch die wirtschaftlich und politisch wechselvollen Zeiten. Bei der Auswahl der Musikwerke für die Kurkonzerte stand für ihn der Anspruch an die Qualität der Musik im Vordergrund. Selbstbewusst und kompromisslos blieb er stets dem Credo der »heilenden Macht« der Musik für sein Publikum verpflichtet. Im Alter von 69 Jahren verabschiedete sich Florenz Werner am 20. August 1943 mit einem glanzvollen Beethoven- und Wagner-Konzert, in dem auch die am Beginn ihrer Karriere stehende Sopranistin Marianne Schech gefeiert wurde, von seinem Orchester und seinem Publikum in Bad Reichenhall.